# في أحلامي (فلم)
في أحلامي  فيلم تلفزيوني عرض لأول مرة على اي بي سي في 20 أبريل عام 2014، بطولة كاثرين ماكفي، مايك فوجل وجوبيث ويليامز. ومن إخراج كيني ليون من قصة تينا بوث وسيناريو من بوث وسوزيت كوتور.

## روابط خارجية
- الموقع الرسمي
- Conversation with Katharine McPhee and Mike Vogel
- مقالات تستعمل روابط فنية بلا صلة مع ويكي بيانات